# 加当库尔
加当库尔（法語：Gadencourt，法語發音：[ɡadɑ̃kuʁ]）是法国厄尔省的一个市镇，属于莱桑德利区。

## 地理
加当库尔（48°58'57"N, 1°24'9"E）面积3.89 平方千米，位于法国诺曼底大区厄尔省，该省份为法国北部内陆省份，北起滨海塞纳省，西接奧恩省和卡爾瓦多斯省，南至厄尔-卢瓦省，东临瓦兹省、瓦兹河谷省和伊夫林省。
与加当库尔接壤的市镇（或旧市镇、城区）包括：凡镇、埃库尔、默雷、勒普莱西埃贝尔。

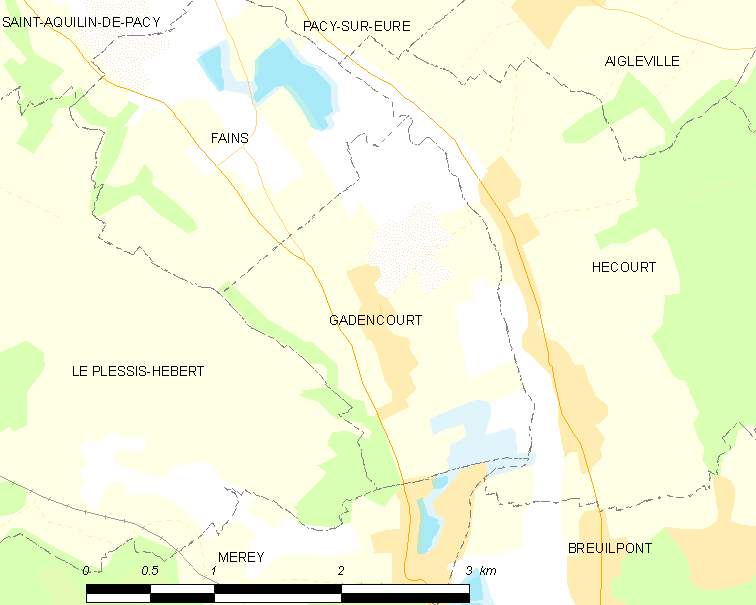
加当库尔的OSM定位图

加当库尔的时区为UTC+01:00、UTC+02:00（夏令时）。

## 行政
加当库尔的邮政编码为27120，INSEE市镇编码为27273。

## 政治
加当库尔所属的省级选区为厄尔河畔帕西县。

## 人口

1962-2008年间加当库尔人口变化图示

加当库尔于2022年1月1日时的人口数量为365人。